# 聖母子 (スクァルチォーネ)
『聖母子』（せいぼし、伊: Madonna col Bambino）は、イタリアのルネサンス期の画家、フランチェスコ・スクァルチォーネによる1455年のポプラ板上のテンペラ画である。署名と制作年が記入された、間違いなく画家の手になる二作品のうちの一点である。作品は現在、ベルリンの絵画館に所蔵されている。

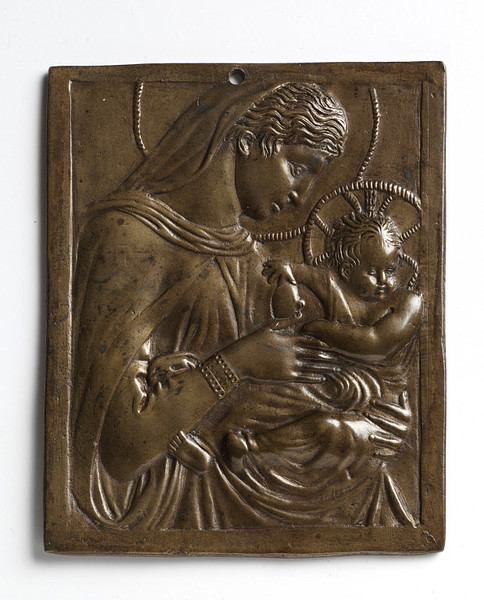
ドナテッロの装飾板

遠近法と明確な線の強調は、1443年から1453年までパドヴァに滞在していたドナテッロに触発されている。スクァルチォーネはヴェネトにおけるドナテッロの主な模倣者であり、本作の構成はドナテッロによる装飾板の構成に基づいている。